# Bowring Park
Bowring Park – wieś w Anglii, w hrabstwie ceremonialnym Merseyside, w dystrykcie metropolitalnym Knowsley. Leży 8 km na wschód od centrum Liverpool i 282 km na północny zachód od Londynu.

## Galeria

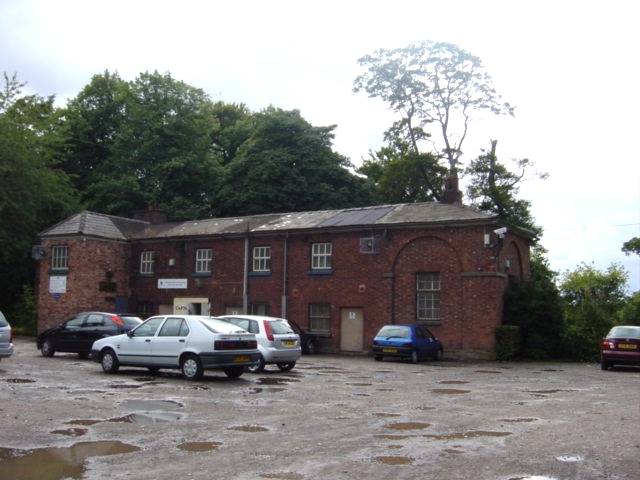
Klub golfowy
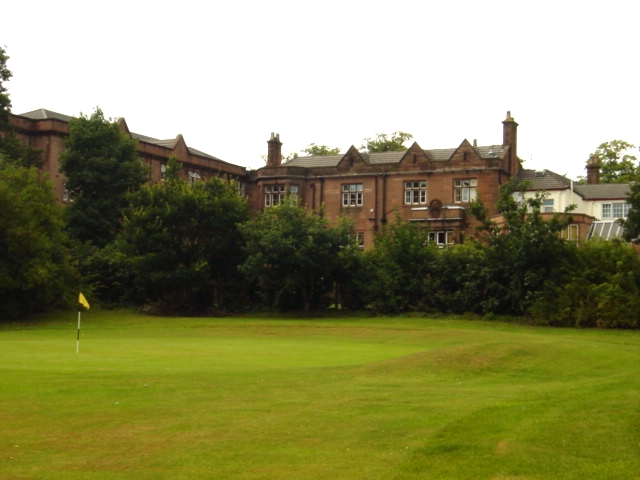
Drugie zielone pole golfowe Bowring Park
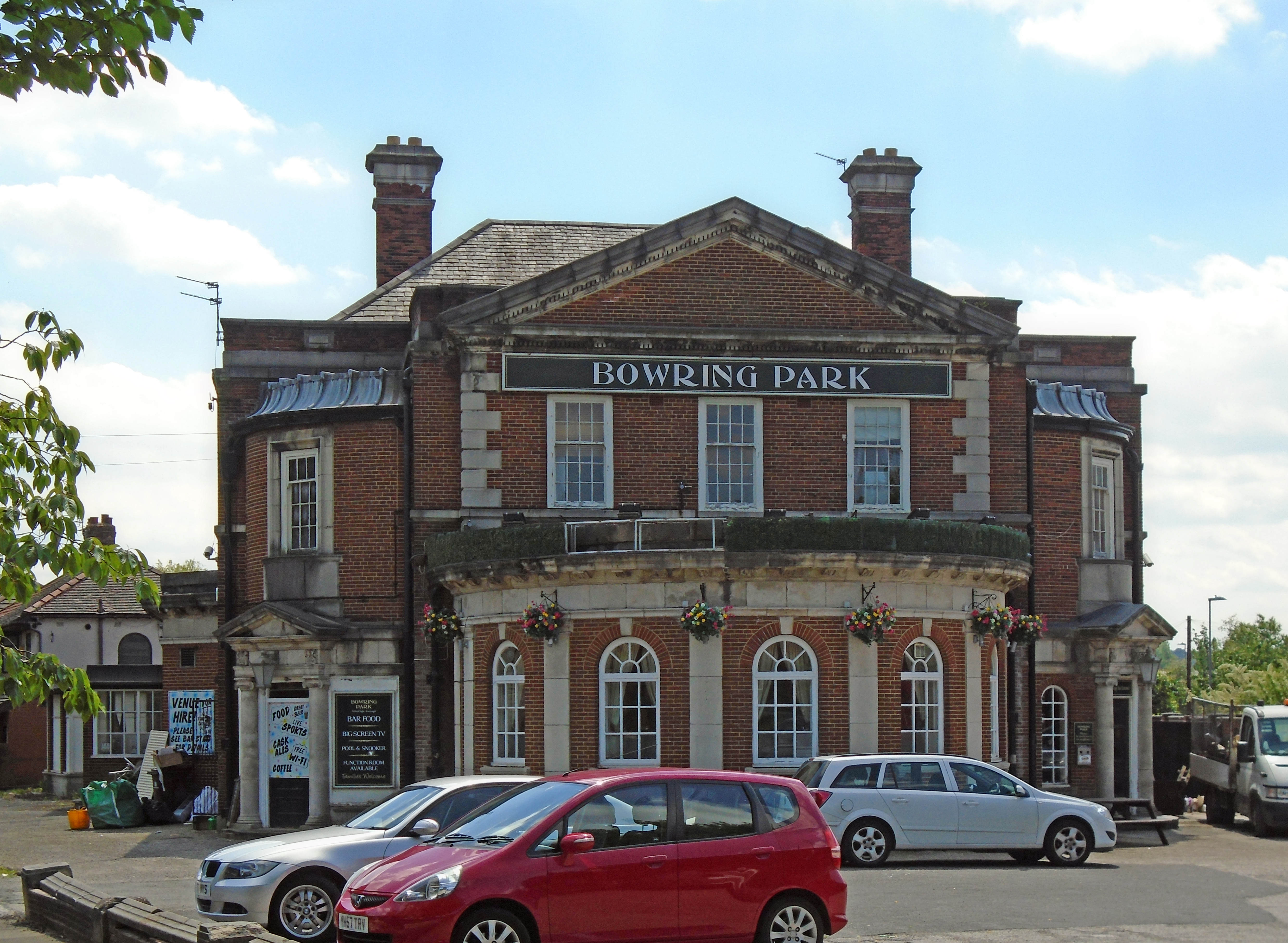
Pub Bowring Park
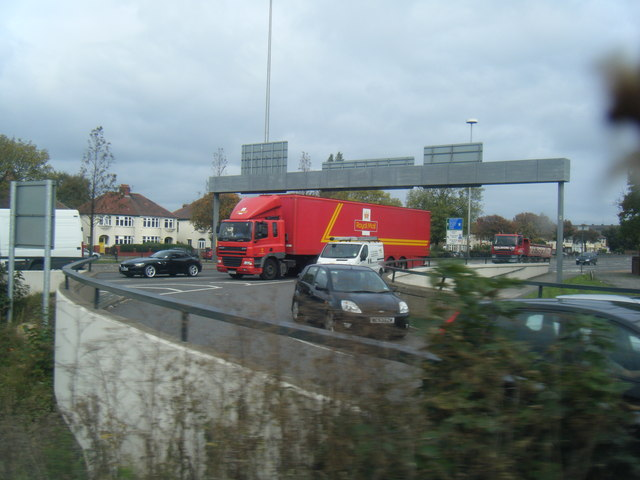
Autostrada M62 przy Bowring Park
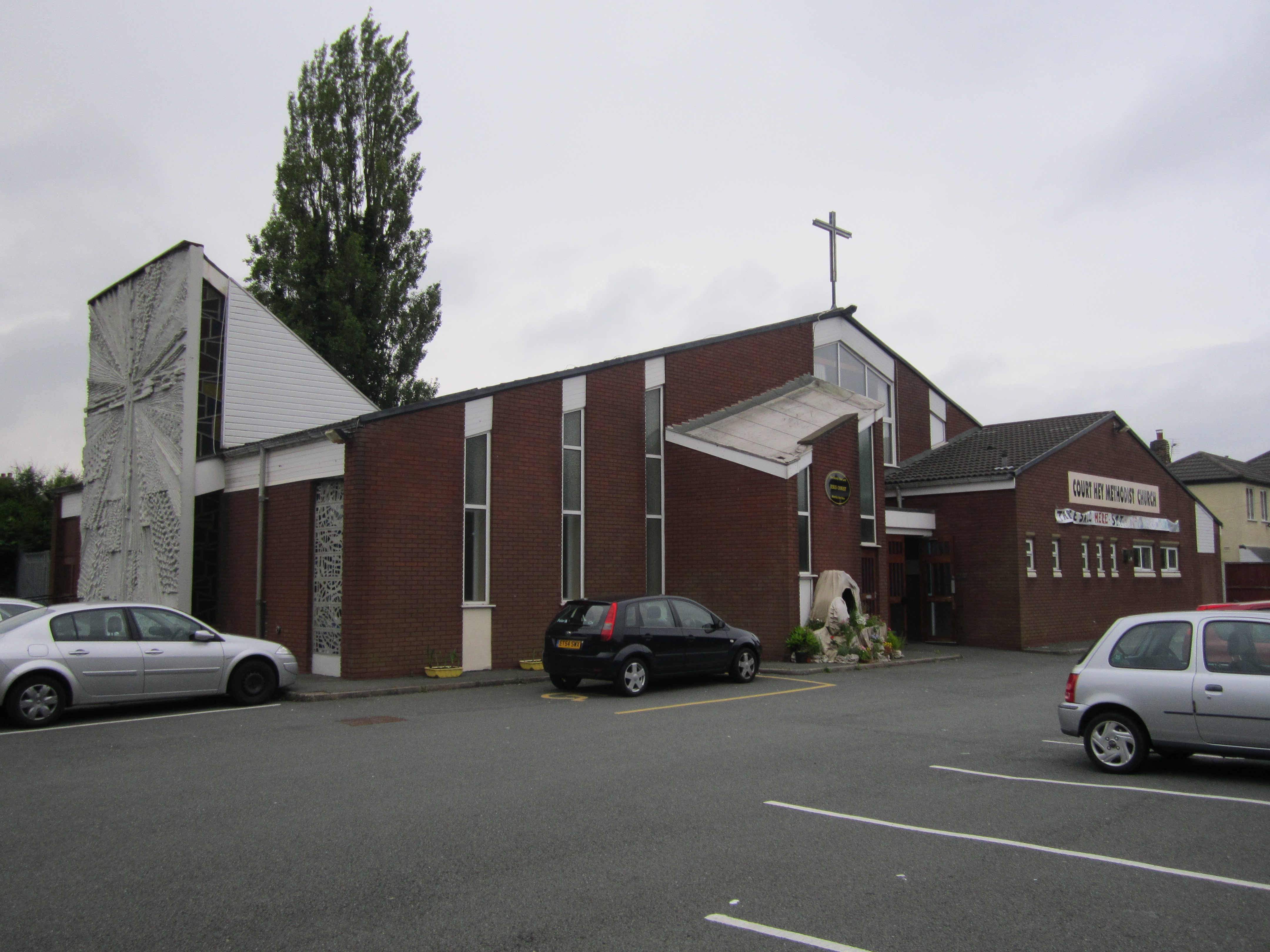
Kościół
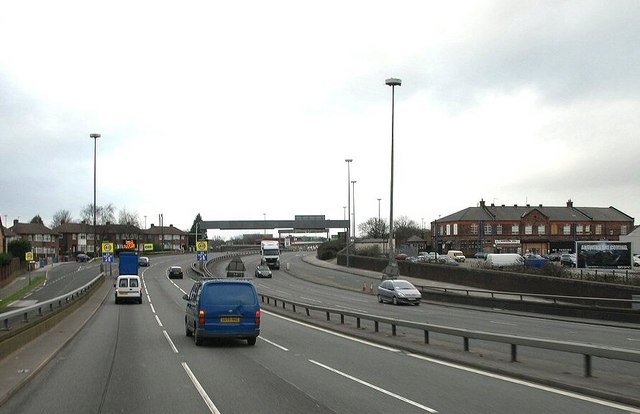
Koniec autostrady M62
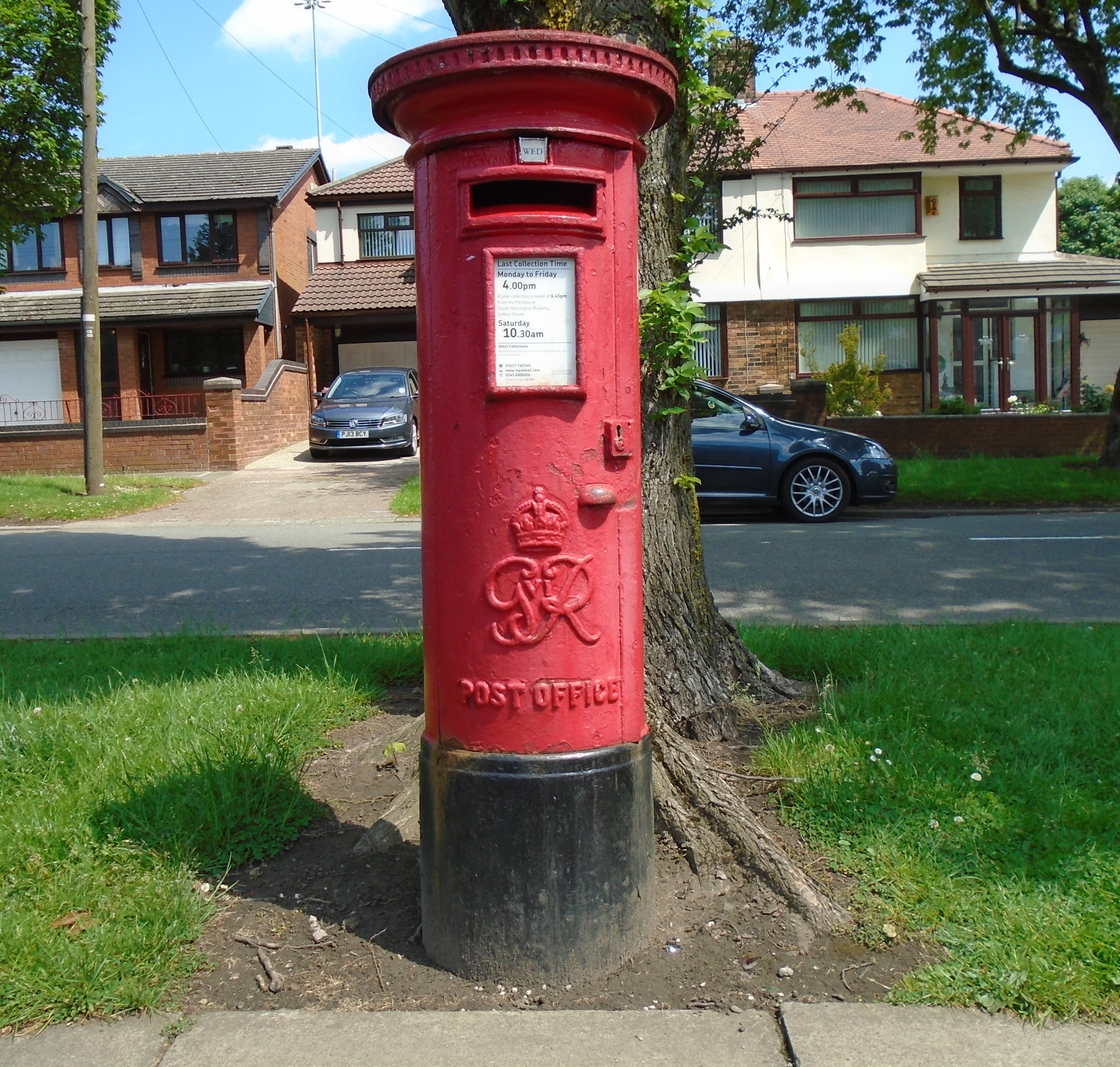
Skrzynka na listy w Borwing Park
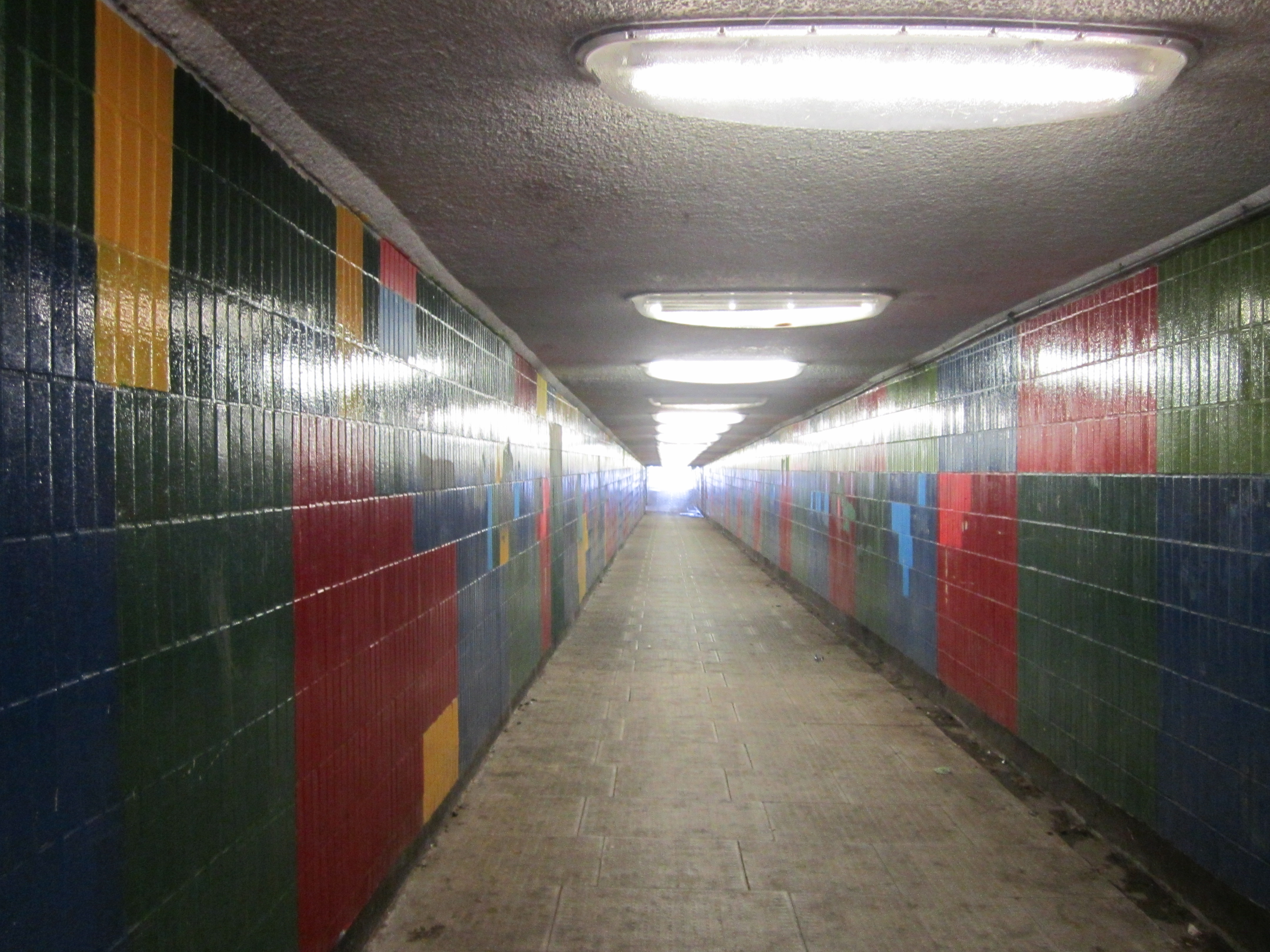
Metro dla pieszych pod autostradą M62 w Roby
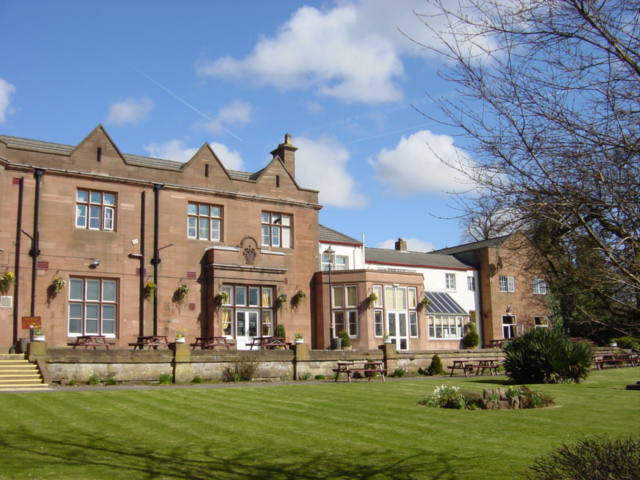
Tył hotelu Derby Lodge w Bowring Park